# Primera División (Argentinien) 1974
Die Primera División 1974 war die 44. Spielzeit der argentinischen Fußball-Liga Primera División. Diese wurde untergliedert in zwei Halbjahresmeisterschaften, die jeweils einen argentinischen Meister hervorbrachten. In der ersten Jahreshälfte fand das Torneo Metropolitano statt, die zweite Jahreshälfte wurde im Torneo Nacional ausgespielt. Dieser Modus wurde bis ins Jahr 1985 beibehalten, ehe man sich der Spielweise in Europa anpasste und nicht mehr im Kalenderjahr, sondern von Sommer zu Sommer spielte.

## Torneo Metropolitano
Das Torneo Metropolitano wurde mit achtzehn Teilnehmern ausgespielt, die im Ligasystem je zweimal gegeneinander spielten. Es begann am 3. Februar und endete am 14. Juni 1974.
Am Ende des Torneo Metropolitano konnten sich die Newell’s Old Boys durchsetzen und zum ersten Mal überhaupt in der Vereinsgeschichte den argentinischen Meistertitel holen. In einer abschließenden Finalrunde besiegte man den Lokalrivalen CA Rosario Central sowie die Boca Juniors und CA Huracán. Letztgenannte Mannschaft ging zudem als Titelverteidiger ins Rennen.

### Gruppenphase

#### Gruppe A
| Pl. | Verein                | Sp. | S  | U | N  | Tore    | Diff. | Punkte |
| --- | --------------------- | --- | -- | - | -- | ------- | ----- | ------ |
| 1.  | Rosario Central       | 18  | 12 | 2 | 4  | 039:230 | +16   | 26     |
| 2.  | CA Huracán (M)        | 18  | 8  | 5 | 5  | 032:290 | +3    | 21     |
| 3.  | River Plate           | 18  | 9  | 2 | 7  | 037:280 | +9    | 20     |
| 4.  | Racing Club           | 18  | 9  | 2 | 7  | 028:300 | −2    | 20     |
| 5.  | All Boys              | 18  | 6  | 6 | 6  | 022:240 | −2    | 18     |
| 6.  | Gimnasia y Esgrima LP | 18  | 6  | 5 | 7  | 030:290 | +1    | 17     |
| 7.  | Club Atlético Atlanta | 18  | 5  | 7 | 6  | 029:330 | −4    | 17     |
| 8.  | Vélez Sársfield       | 18  | 4  | 4 | 10 | 020:320 | −12   | 12     |
| 9.  | CA Banfield           | 18  | 3  | 5 | 10 | 022:310 | −9    | 11     |

| (M) | Vorjahres-Meister Metropolitano |

#### Gruppe B
| Pl. | Verein                  | Sp. | S  | U | N  | Tore    | Diff. | Punkte |
| --- | ----------------------- | --- | -- | - | -- | ------- | ----- | ------ |
| 1.  | Newell’s Old Boys       | 18  | 10 | 4 | 4  | 032:270 | +5    | 24     |
| 2.  | Boca Juniors            | 18  | 10 | 3 | 5  | 037:210 | +16   | 23     |
| 3.  | Ferro Carril Oeste      | 18  | 8  | 7 | 3  | 028:200 | +8    | 23     |
| 4.  | CA Colón                | 18  | 8  | 5 | 5  | 030:300 | ±0    | 21     |
| 5.  | CA Independiente        | 18  | 7  | 6 | 5  | 038:230 | +15   | 20     |
| 6.  | CA San Lorenzo          | 18  | 4  | 6 | 8  | 023:300 | −7    | 14     |
| 7.  | Argentinos Juniors      | 18  | 5  | 4 | 9  | 033:420 | −9    | 14     |
| 8.  | Estudiantes de La Plata | 18  | 5  | 3 | 10 | 021:280 | −7    | 13     |
| 9.  | Chacarita Juniors       | 18  | 2  | 6 | 10 | 021:420 | −21   | 10     |

| (M) | Vorjahres-Meister Metropolitano |

### Finalrunde
| Pl. | Verein            | Sp. | S | U | N | Tore    | Diff. | Punkte |
| --- | ----------------- | --- | - | - | - | ------- | ----- | ------ |
| 1.  | Newell’s Old Boys | 3   | 2 | 1 | 0 | 006:400 | +2    | 05     |
| 2.  | Rosario Central   | 3   | 1 | 1 | 1 | 005:400 | +1    | 03     |
| 3.  | Boca Juniors      | 3   | 1 | 0 | 2 | 004:500 | −1    | 02     |
| 4.  | CA Huracán        | 3   | 1 | 0 | 2 | 004:600 | −2    | 02     |

| (M) | Vorjahres-Meister Metropolitano |

### Meistermannschaft
| Newell’s Old Boys | |
|                   | Pastor Barreiro, Alberto Barril, José Orlando Berta, Armando Capurro, Alberto Carrasco, Oscar Coullery, Armando Garrido, José Luis Giusti, Manuel Magán, Daniel Marangoni, Waldemar Nicoletti, Alfredo Obberti, José Luis Pavoni, Carlos Picerni, Hugo Promanzio, Andrés Rebottaro, Arsenio Ribecca, Sergio Robles, Juan Ramón Rocha, Santiago Santamaría, Carlos Scolari, Daniel Sperandío, Jorge Valdano, Mario Zanabria Trainer: Juan Carlos Montes |

### Torschützenliste
| Pl. | Nat.        | Spieler            | Verein                | Tore |
| --- | ----------- | ------------------ | --------------------- | ---- |
| 1   | Argentinien | Carlos Morete      | River Plate           | 18   |
| 2   | Argentinien | Rafael Moreno      | Argentinos Juniors    | 16   |
| 3   | Argentinien | Roberto Cabral     | Rosario Central       | 13   |
| 4   | Argentinien | Eduardo Marasco    | Gimnasia y Esgrima LP | 10   |
| 5   | Argentinien | Juan Gómez Voglino | Club Atlético Atlanta | 9    |
| 5   | Argentinien | Alfredo Obberti    | Newell’s Old Boys     | 9    |

## Torneo Nacional
Das Torneo Nacional war die zweite Halbjahresmeisterschaft. Es begann am 21. Juli und endete am 30. Dezember 1974. Zunächst wurden vier Gruppen mit je neun Mannschaften gebildet, deren beide bestplatzierte Mannschaften sich für die Finalrunde qualifizierten. Dort spielten diese acht Teams jeder einmal gegeneinander, die Mannschaft mit den meisten dort errungenen Punkten wurde Nacional-Meister. Den Titel im Torneo Nacional 1974 holte CA San Lorenzo de Almagro und damit die achte Meisterschaft der Vereinsgeschichte.

### Gruppenphase

#### Gruppe A
| Pl. | Verein                  | Sp. | S  | U | N  | Tore    | Diff. | Punkte |
| --- | ----------------------- | --- | -- | - | -- | ------- | ----- | ------ |
| 1.  | Boca Juniors            | 18  | 15 | 2 | 1  | 046:100 | +36   | 32     |
| 2.  | Rosario Central (M)     | 18  | 13 | 4 | 1  | 036:800 | +28   | 30     |
| 3.  | CA Banfield             | 18  | 9  | 4 | 5  | 042:250 | +17   | 22     |
| 4.  | Estudiantes de La Plata | 18  | 8  | 4 | 6  | 025:200 | +5    | 20     |
| 5.  | CA Belgrano             | 18  | 8  | 3 | 7  | 030:210 | +9    | 19     |
| 6.  | CS Desamparados         | 18  | 5  | 5 | 8  | 032:350 | −3    | 15     |
| 7.  | Central Norte           | 18  | 5  | 4 | 9  | 022:310 | −9    | 14     |
| 8.  | All Boys                | 18  | 2  | 5 | 11 | 020:360 | −16   | 09     |
| 9.  | Puerto Comercial        | 18  | 2  | 0 | 16 | 014:750 | −61   | 04     |

| (M) | Vorjahres-Meister Nacional |

#### Gruppe B
| Pl. | Verein                | Sp. | S  | U | N  | Tore    | Diff. | Punkte |
| --- | --------------------- | --- | -- | - | -- | ------- | ----- | ------ |
| 1.  | CA Talleres           | 18  | 10 | 5 | 3  | 025:120 | +13   | 25     |
| 2.  | Newell’s Old Boys     | 18  | 7  | 8 | 3  | 027:200 | +7    | 22     |
| 3.  | Gimnasia y Esgrima LP | 18  | 9  | 3 | 6  | 029:220 | +7    | 21     |
| 4.  | Altos Hornos Zapla    | 18  | 7  | 7 | 4  | 030:270 | +3    | 21     |
| 5.  | River Plate           | 18  | 7  | 5 | 6  | 033:200 | +13   | 19     |
| 6.  | Argentinos Juniors    | 18  | 6  | 6 | 6  | 029:310 | −2    | 18     |
| 7.  | CA Colón              | 18  | 4  | 6 | 8  | 020:220 | −2    | 14     |
| 8.  | Club Jorge Newbery    | 18  | 2  | 9 | 7  | 009:180 | −9    | 13     |
| 9.  | Huracán de San Rafael | 18  | 1  | 4 | 13 | 012:480 | −36   | 06     |

#### Gruppe C
| Pl. | Verein                | Sp. | S  | U | N  | Tore    | Diff. | Punkte |
| --- | --------------------- | --- | -- | - | -- | ------- | ----- | ------ |
| 1.  | CA San Lorenzo        | 18  | 11 | 5 | 2  | 043:140 | +29   | 27     |
| 2.  | Ferro Carril Oeste    | 18  | 12 | 2 | 4  | 028:160 | +12   | 26     |
| 3.  | Racing Club           | 18  | 9  | 4 | 5  | 035:230 | +12   | 22     |
| 4.  | San Martín de Tucumán | 18  | 8  | 6 | 4  | 024:180 | +6    | 22     |
| 5.  | Chacarita Juniors     | 18  | 8  | 2 | 8  | 031:290 | +2    | 18     |
| 6.  | CA Aldosivi           | 18  | 6  | 4 | 8  | 024:300 | −6    | 16     |
| 7.  | Atlético Regina       | 18  | 3  | 6 | 9  | 013:300 | −17   | 12     |
| 8.  | Deportivo Mandiyú     | 18  | 3  | 4 | 11 | 020:370 | −17   | 10     |
| 9.  | CD Godoy Cruz         | 18  | 3  | 2 | 13 | 015:350 | −20   | 08     |

#### Gruppe D
| Pl. | Verein                        | Sp. | S  | U | N  | Tore    | Diff. | Punkte |
| --- | ----------------------------- | --- | -- | - | -- | ------- | ----- | ------ |
| 1.  | Vélez Sársfield               | 18  | 11 | 4 | 3  | 034:120 | +22   | 26     |
| 2.  | CA Independiente              | 18  | 10 | 5 | 3  | 049:190 | +30   | 25     |
| 3.  | AC San Martín                 | 18  | 10 | 4 | 4  | 027:180 | +9    | 24     |
| 4.  | CA Huracán                    | 18  | 9  | 5 | 4  | 038:240 | +14   | 23     |
| 5.  | Atlético Tucumán              | 18  | 5  | 6 | 7  | 029:260 | +3    | 16     |
| 6.  | Huracán de Comodoro Rivadavia | 18  | 4  | 7 | 7  | 020:400 | −20   | 15     |
| 7.  | Chaco For Ever                | 18  | 3  | 8 | 7  | 019:300 | −11   | 14     |
| 8.  | San Lorenzo Mar del Plata     | 18  | 3  | 5 | 10 | 021:400 | −19   | 11     |
| 9.  | Club Atlético Atlanta         | 18  | 3  | 3 | 12 | 012:410 | −29   | 09     |

### Finalrunde
| Pl. | Verein              | Sp. | S | U | N | Tore    | Diff. | Punkte |
| --- | ------------------- | --- | - | - | - | ------- | ----- | ------ |
| 1.  | CA San Lorenzo      | 7   | 5 | 1 | 1 | 011:800 | +3    | 11     |
| 2.  | Rosario Central (M) | 7   | 4 | 2 | 1 | 016:130 | +3    | 10     |
| 3.  | Vélez Sársfield     | 7   | 4 | 0 | 3 | 015:900 | +6    | 08     |
| 4.  | CA Talleres         | 7   | 3 | 1 | 3 | 010:100 | ±0    | 07     |
| 5.  | CA Independiente    | 7   | 3 | 0 | 4 | 009:900 | ±0    | 06     |
| 6.  | Ferro Carril Oeste  | 7   | 2 | 2 | 3 | 011:140 | −3    | 06     |
| 7.  | Boca Juniors        | 7   | 2 | 0 | 5 | 010:110 | −1    | 04     |
| 8.  | Newell’s Old Boys   | 7   | 1 | 2 | 4 | 007:150 | −8    | 04     |

| (M) | Vorjahres-Meister Metropolitano |

### Meistermannschaft
| CA San Lorenzo de Almagro | |
|                           | Fernando Ali, Antonio Ameijenda, Alfredo Anhielo, Alberto Beltrán, Oscar Benítez, Oscar Brandli, Raúl Chaparro, Enrique Chazarreta, Pedro Chazarreta, Victorio Cocco, Roberto Espósito, Carlos Gallard, Ricardo García, Rubén Glaria, Juan José Irigoyen, Agustín Irusta, Jorge Isamat, Ricardo Maletti, Raúl Navarro, Juan Carlos Niño, Jorge Olguín, Oscar Ortiz, Miguel Ángel Piazza, Juan Carlos Piris, Héctor Pitarch, Claudio Premici, Ricardo Rezza, Horacio Salinas, Eduardo Sánchez, Héctor Scotta, Roberto Telch, Carlos Veglio, Sergio Villar Trainer: Osvaldo Zubeldía |

### Torschützenliste
| Pl. | Nat.        | Spieler          | Verein           | Tore |
| --- | ----------- | ---------------- | ---------------- | ---- |
| 1   | Argentinien | Mario Kempes     | Rosario Central  | 25   |
| 2   | Argentinien | Héctor Scotta    | CA San Lorenzo   | 17   |
| 3   | Argentinien | Juan Taverna     | CA Banfield      | 14   |
| 4   | Argentinien | Carlos Babington | CA Huracán       | 13   |
| 4   | Argentinien | Daniel Bertoni   | CA Independiente | 13   |
| 4   | Argentinien | Oscar Fornari    | Vélez Sársfield  | 13   |
| 4   | Argentinien | Néstor Scotta    | Racing Club      | 13   |